# 季霍尼夫西克
51°55′42″N 32°44′11″E / 51.92833°N 32.73639°E
季霍尼夫西克（烏克蘭語：Тихонівське），是烏克蘭北部的村莊，隸屬切爾尼希夫州的科留基夫卡區。該村面積0.34平方公里，海拔高度180米，2001年人口63，人口密度每平方公里184.2人。